# Осборн, Базз
Роджер «Buzz» Осборн (англ. Roger "Buzz" Osborne, 25 марта 1964, Монтесано, Вашингтон) — американский гитарист, композитор, вокалист, и продюсер, получивший наибольшую известность как фронтмен группы Melvins, основателем которой он является (барабанщик Дейл Кровер также часто рассматривается как основатель, однако он присоединился после того как группа была сформирована, хотя и прежде чем они записали альбом). Он также сотрудничал с другими различными музыкантами, такими как группы Cows и Tool. Осборн является одним из основателей Fantômas и Venomous Concept, в которых выступает в качестве гитариста. Также он был школьным другом Курта Кобейна и некоторое время играл в его первой группе Fecal Matter на бас-гитаре.

## Биография
В возрасте около 12 лет, Осборн начал слушать музыку Тэда Ньюджента и группы Aerosmith, а чуть позже сильно заинтересовался панк-роком. В начале 1980-х годов Осборн основывает группу Melvins со своими друзьями Мэттом Лукиным и Майком Диллардом, которые все вместе учились в одной школе (Роджер окончил её в 1982 году). В самом начале Melvins исполняли каверы на The Who и Джими Хендрикса, однако после того как Осборн познакомился с такими группами как Black Flag, Flipper, и Millions of Dead Cops, группа стала играть более быструю и агрессивную музыку, схожую с хардкор-панком.
В 1984 году Диллард покинул группу, а на его место пришёл Дейл Кровер, в дом родителей которого, в Абердине, и переехали Melvins. В это время звучание группы становится все более тяжелым и медленным, приобретая черты того, что потом назовут гранжем. Тогда же большим фанатом группы становится молодой Курт Кобейн — близкий друг Кровера. Он таскал для группы оборудование, посещал все их концерты, и даже прослушивался на место бас-гитариста (впрочем, неудачно — он настолько переволновался, что забыл все песни). Впоследствии Кобейн не потерял связи с группой и в 1993 году, будучи уже рок-звездой, спродюсировал и принял участие в записи нескольких песен (гитара на «Sky Pup» и перкуссия на «Spread Eagle Beagle») с альбома «Houdini».
В 1988 году Осборн и Кровер переехали в Сан-Франциско, где группа записала свой очередной альбом «Ozma» в мае 1989 года. Он был выпущен позднее в этом же году.
Осборн вместе с остальными участниками Melvins, хорошо знал членов Nirvana. Как-то раз, когда первая группа Дэйва Грола Scream распалась, он подошёл к Осборну за советом. Тот в ответ представил Грола Курту Кобейну и Кристу Новоселичу, которые в тот момент искали барабанщика. Как впоследствии говорил Новоселич, «через две минуты знали, что он был подходящим барабанщиком».
В 1994-м году Осборн снялся в клипе на песню Beck — «Beercan», в которой использованы семплы из песни Melvins — «Hogleg». В 1997 году он также появился в промовидео The Offspring — «All I Want», в образе пианиста в маске.
Базз присоединился к Tool во время их тура по Ænema. Сама Melvins также выступала на открытии их выступлений во время турне. В 1998 году Осборн присоединился к новой группе вокалиста Faith No More Майка Паттона — Fantômas. Она существует и по сей день.
В 2014 году Базз Осборн объявил о своем первом сольном акустическом туре в поддержку его EP «This Machine Kills Artists» и альбома, который вышел в июне этого же года на лейбле Ipecac Recordings.

## Музыкальное оборудование
В основном Осборн использует гитары Gibson Les Paul 1960-х и 1970-х годов, играя через педали эффектов Boss и разнообразные винтажные усилители и кабинеты.
Начиная с 2009 года он перешёл преимущественно на алюминиевые гитары от EGC, ссылаясь на предпочтение в размере грифа и их тональности.